# 문신 (예술가)
문신(文信, 1922년 1월 16일 ~ 1995년 5월 24일)은 대한민국의 서화가(書畵家), 서예가(書藝家), 서양화가(西洋畵家), 조각가(彫刻家)이다. 아명(兒名)은 문안신(文安信)이다. 본관은 남평(南平).

## 생애
1923년 1월 16일
일본 사가현 다케오에서 출생하였다.
```
16세 때 일본으로 다시 건너가 여러 가지 노무를 하였고, 
일본
 
도쿄 니혼 미술학교
 서양화과에서 전문학사 학위 취득하였다. "우주와 생명의 음률을 시각화하는 작가"로 평가를 받는 그는
[
1
]
 
1961년
 
프랑스
로 건너가 활동을 전개하였고 
1980년
 
마산
에 돌아왔다. 대표적인 작품으로 서울시 
올림픽 공원
에 세워진 "올림픽 1988"이 있다. 그의 이름을 딴 
문신미술관
이 마산시(현재 
창원시
)와 
숙명여자대학교
에 세워졌다.
```

## 이외 이력
- 前 평화민주당 당무위원(1987년 12월 18일~1988년 2월 29일)

## 같이 보기
- 권진규